# アーヴ
アーヴ（アーヴ語: Abh）は、森岡浩之のSF小説「星界シリーズ」に登場する架空の種および小説中の架空の政体「アーヴによる人類帝国」の支配階級の総称。
語源は、「あま」（天、転じて宇宙、もしくは海人）とされる（Ama→（母音統合）→Ab+h（主格語尾）→Abh）。

## 概要
帝国の法ではアーヴの定義を単純に「皇族、貴族、氏族の総称」と定めている。法とは別に、種族としてのアーヴと、階級としてのアーヴに分類できる。本項では主に後者の分類について解説する。

## 種族としてのアーヴ
小説における一般的な“アーヴ”という表現は、こちらを指す。人間（ホモ・サピエンス）を宇宙環境に合せて遺伝子改造（デザイナーベビー）したもの。

### 起源
小説の設定では、日本と推定される島国から独立した小惑星帯上の軌道都市で遺伝子改造により開発された人工生命体がその起源である。本来は太陽系外に発見された惑星を探査するための生体機械として開発され、人権を与えられなかった。青系の髪はその名残である。実際作られたのは30体だが、一体は事故で失われ、29体で宇宙へ旅立った。
核融合推進宇宙船により太陽系を離脱した後、彼らはユアノン（後の「閉じた門」）を発見・回収し、ユアノン推進型亜光速宇宙船に改造。それと共に軌道都市からの離脱・自立を宣言して目的の惑星で宇宙船を都市とも言える大型のものに改造（アブリアルと命名―旧帝都ラクファカールの中核）、武器を生産し、勢力を拡大。その間に宇宙船の艦長は船王として彼らの頂点に立った（後の皇族アブリアル）。そして、29体の子孫たちは各部門の船員として徒弟制度、後に世襲制度により血脈を強化した（後の帝国貴族）。
離脱から約200年後、懲罰を恐れる余り、彼らは大艦隊によりかつての故郷である軌道都市を滅ぼしてしまう。彼らが｢原罪｣と呼び、後悔することとなったこの事件により、このときまでは｢同胞（カルサール）｣と自称していた彼らはアーヴと名乗り、出自と原罪を忘れないために青系の髪を保持し、軌道都市の文化の保存･継承を自らの目的とした（その間に資料や言葉は大きく変容してしまったが）。その後、アーヴは武装商人として他星系との交易により情報を得、自給自足により勢力を拡大した（空間放浪時代）。
その後、平面宇宙航法を発見したアーヴは技術と既得権益である恒星間貿易の独占のため、建国帝アブリアル・ドゥネーにより「アーヴによる人類帝国」建国を宣言（この時を以って帝国暦元年とする）、他の星間国家を侵略・併合しながら勢力拡大を続け、今に至っている。地上人をアーヴとして認めて以降、アーヴの祖先に当たる29体の子孫は皇族アブリアル以下アーヴ根源二九氏族と名乗っている（アブリアルを除いてアーヴ根源二八氏族とも言う）。

### 外見
髪は緑から紫と幅があるが、おおむね青みを帯びている。容姿は美形である。
さらに、氏族の外見的特徴である「家徴（ワリート）」が、遺伝子レベルで刻み込まれている。先の尖った「アブリアルの耳（ヌイ・アブリアルサル）」、紅玉のような「スポールの紅瞳（キレーフ・ピアナ・スポル）」などが有名な家徴として知られている。

### 空識覚
「空識覚（フロクラジュ）」とは、電波探知による空間把握能力である。
生体器官としては、額にある菱形で真珠色の器官「空識覚器官（フローシュ）」と、額の奥、脳の前頭葉に位置する「航法野（リルビドー）」と呼ばれる領域で構成される。ただし、これらの生体器官だけではほとんど用をなさず、空間情報を収集し空識覚器官に送り込むための人工器具である「頭環（アルファ）」を必要とする。
空識覚器官は、1億以上の微細な眼の集合体で構成された感覚受容器官であり、本人用に調整された頭環がとらえた周囲の空間の情報を受け取り、それを航法野に伝える。
航法野は、空識覚器官から送られた情報を受容・再構成し、周囲の空間を把握する。また、宇宙船操縦のための運動も司るものとされている。
この能力のため、頭環を装着したアーヴ種族に対しては、視界の外からであっても気付かれないように近付いたり尾行するのは非常に困難である。
空識覚は、艦艇の操縦の際に、最もその役割を発揮する。小型艦艇の艦長や大型艦の航法士といった艦艇を直接操縦する者は、頭環の側部に付属する鎖状の器具である「接続纓（キセーグ）」先端の菱形の部分を操縦席の接続スリットに挿入することで、艦艇周囲の空間の状況を空識覚で直接認識することができる（艦外空識覚と呼ぶ）。操縦者自身が艦艇の生体レーダーと全方位カメラになるようなものであり、艦外の状況に応じた迅速な操艦を可能とするが、戦闘などにより艦艇が損傷した場合は、その被害を航法野で直接知覚することになり、意識が遠のくほどのショックを受けることがある。
なお、空識覚以外の一般人と同じ五感についても、聴覚においては絶対音感を持ち、その他の感覚も鋭敏に調整されている。
アーヴは空識覚を、自分たちと地上世界出身者とで一線を画する存在と考えており、地上世界出身者が遺伝子調整により空識覚器官を持つことを許さず、持ったものは国民にすらなれない（それ以外の青髪、不老長命などの遺伝子調整は認められている）。

### 宿命遺伝子
アーヴには皇帝に対する絶対的な心服や忠誠という概念が無く、しばしば皇帝や皇族は揶揄の対象となる。ある皇帝が不敬罪を作ったが、実際に運用するとアーヴ貴族の大半を逮捕しなければならなくなるため死文化しているというエピソードもある。
その一方で組織・帝国への反抗が起きたことも無く、これはアーヴに植え付けられた宿命遺伝子によるものである。このためアーヴの歴史に（地上人主体の地上軍による反乱を除き）内乱はない。また、皇族同士での血生臭い権力闘争や、有力貴族による簒奪・クーデターが試みられた例もない。実際に皇帝ないし船王をアーヴが抹殺した（しようとした）例は、アーヴ黎明期に初代スポールらが、初代船王である"名も無きアブリアル"を殺害した例が記録されるのみであるが、これはその"名も無きアブリアル"が、自ら機能停止を望んだが故のことである。
クー・ドゥリン（会社の経営権を巡って父親を叔父に殺害された）などのように、こうしたアーヴの側面を非人間的で、アーヴが人間ではない証拠だと主張する者もいる。しかしながら、知性を持った生命体にそのような絶対服従を遺伝的に植え付ける事は不可能であり、実際の宿命遺伝子の効果としては、仲間への強い帰属意識を持たせる事でしかない。そして元来は宿命遺伝子は、アーヴに母都市への服従を強いる目的で作られたものである。しかし宿命遺伝子による「仲間への強い帰属意識」は、母都市に対してではなく、むしろアーヴの集団に対して向けられるようになってしまった。結果としてアーヴは母都市と決別し、ついには懲罰を恐れるあまり母都市を滅ぼすに至る。しかしその事はアーヴにとって深刻な種族的トラウマとして、長い年月を経た後も彼らに残されている。また上述の通り、少なくともアーヴの間での権力闘争や叛乱を阻止する効果はあったようである。
一方、アーヴを生み出した母都市は、その後、アーヴ同様の作業生体を作り出した様子である。その作業生体に植え付けられた宿命遺伝子は、アーヴのそれよりも母都市に対する忠誠を喚起する効果は高かったようであり、彼らはすでに生命が滅びた太陽系に帰還して自らを滅ぼした。

### 生誕と寿命
アーヴの生殖は主に人工授精によって行われ、その後、親の手による遺伝子調整がなされ、人工子宮で育てられる。なお、基本的には愛する異性に遺伝子を提供してもらって子供を作るが、他のパターンも存在する。技術的には猫など人類以外の遺伝子を使用する事も可能らしい。アーヴ社会には結婚制度はなく、親と呼ぶ相手は1人だけである。
もちろん、遺伝病などの不都合は、遺伝子調整の時点で全て排除される。特に、地上人と生物学的なアーヴとの間では、通常の受精だけでは深刻な遺伝病がかなりの確率で発生するため、遺伝子調整は必須である（アーヴ同士であれば、全く遺伝子調整をしなかった例もある。ラフィールなど）。
誕生後、しばらくはホモ・サピエンスと同様の成長をするが、青年期に達した後は肉体的に老化することはなく、若々しい姿を保つ。寿命は平均230年から250年である（脳細胞に限界が来たら呼吸が止まるよう遺伝子操作されている）。
このように、地上人であるホモ・サピエンスとは違う種として設定されているが、作中のアーヴ自身のコメントでは「わたしたちもまた地球の子です。ただちょっと遺伝子をいじってあるだけ」「我らは進化したわけではない」とあり、アーヴが自らをホモ・サピエンスと違う種として認識していない可能性も示唆されている。ただ、アーヴの中にも自らが人間なのか半信半疑の人物もおり、その事をテーマとした短編も描かれている。

### アーヴの地獄
アーヴは人に究極の苦痛を与えるために科学の粋を集めた施設、アーヴの地獄を持っており、アーヴに不当な危害を加えた者に復讐する目的でこれを用いている。第11代皇帝ドゥグナーの命令によって建設された。
復讐は必ず果すとの悪評と復讐の残忍性こそがアーヴの安全を守るための抑止力となると考えられており、復讐は彼らの存在理由の1つともなっている。
もっとも、建設を命じられた技術者が名前を記録に残さないことを条件として作った、あるいは実際にどのような苦痛が与えられるのかは不明という事もあり、単なるブラフである可能性も示唆されている。

### 性格
生物学的なアーヴは、自らを「星たちの眷属（カルサール・グリューラク）」と呼び、星を渡る交易と戦闘を最大の生きがいとしている（モンゴル帝国と類似している）。また、性格は「アーヴ、その性、傲慢にして無謀」と言われている。
そのほとんどが軍役に就くことから官僚になる生物学的なアーヴは少なく、帝都ラクファカールの行政機関は前宰相シドリュアによれば「地上人の楽園」である。

## 階級としてのアーヴ
小説の設定では、アーヴ帝国の法ではアーヴは皇族（ファサンゼール）・貴族（スィーフ）・士族（リューク）を総称する名称でもある。貴族・士族には、帝国建国以前から存在したものと、戦争等の功績により叙されたものの2種類がある。アーヴは、アーヴ帝国創建まもなく地上世界出身者（ナヘヌード）をアーヴとして受け入れるようになり（正確には帝国創建直前に1名を受け入れている。『星界の断章III　来遊』より）、したがってこの意味でのアーヴは種族としてのアーヴと完全に同一ではない。ただし地上世界出身者のアーヴの子孫は、遺伝子改造を受けて生物学的にもアーヴとなるため、世襲のアーヴは全てが種族としてのアーヴである。一方、アーヴとしての階級を一時のものとして、再び地上世界に戻る者もいる（詳細については帝国（フリューバル）の社会構成を参照）。
なお、貴族では地上世界出身者であっても頭環を着用するが、当然ながら地上人に空識覚はないので、この場合の頭環はダミーである。
帝都、星界軍など帝国のシステム全体が生粋のアーヴ中心に運営されていて地上世界出身者には不便なこと、また老化しないことなどから、前宰相シドリュアやフェブダーシュ前男爵スルーフ、ジントなどの地上世界出身者のアーヴの中には生粋のアーヴに対して内心複雑な感情を抱く者もいる。実際、帝国初期に勃発したジムリュアの乱の主導者ジムリュアは領民から地上軍元帥にまで上り詰めたものの、空識覚を除いてほぼアーヴと同じ遺伝子調整を受けた地上世界出身者だったこと、自分たち地上世界出身者が帝国内では圧倒的に少数であることなどからアーヴに対する劣等感が高じてついに蜂起するに至った。

### 名前
アーヴの名前は、氏姓（フィーズ）・家姓・個人名で表され、皇族・貴族は家姓と個人名の間に称号が入る（上記リンク参照）。なお、家姓は姓称号（サペーヌ）およびアーヴとなった初代当主の名前がアーヴ語で生格に変化したもの。地上人がアーヴになる場合は個人名もアーヴ語式に変化する。このとき、基本としては元の発音に忠実になるように綴りが変化するが、末尾に主格語尾が付くときはその発音も変化する。
例を挙げると、ハイド伯爵家創設者ロック・リン（マーティン語:Rock Lynn）の場合、姓であるリン（マ:Lynn）の綴りがアーヴ語ではLinnになる。名前はロック（マ:Rock）からローシュ（アーヴ語:Roch）に変わり、その正格はロク(Rocr)となる。彼は新興貴族なので姓称号はスューヌとなる。つまり、彼の正式な名はリン・スューヌ＝ロク・ハイド伯爵（ドリュー・ハイダル）・ローシュ（ア:Linn ssynec Rocr Dreur Haïder Roch）となる。
また、個人名（本人だけでなく、親の名を用いる場合もある）から氏姓を作る場合もあり、個人名に「〜リュア」（ryac 「〜の後裔」の意）を付けて氏姓とする。例としては、アトスリュア（Atosryac、フェブダーシュ男爵家）、シドリュア（元・帝国宰相）などがある。彼らの家の創始者は共に地上人だが、エクリュア（Aicryac、帝国創建前に創氏の士族出身）のように生粋のアーヴの氏姓にもこの用法は見られる。
通常は、「氏族名・姓称号＝姓・（王名または貴族名・）名」という構成であると理解すればよい。
具体例を挙げると、例えばラフィールの場合、
アブリアル・ネイ＝ドゥブレスク・パリューニュ子爵（ベール・パリュン）・ラフィール (Ablïarsec néïc Dubreuscr Bœrh Parhynr Lamhirh)
であり、順に、アブリアル氏族、皇族、クリューヴ王家、パリューニュ領主である子爵のラフィール、という意味になる。王家の家姓についての詳細は不明。
士族では、王名や貴族名はない。例えばサムソンの場合、
サムソン・ボルジュ＝ティルサル・ティルース (Samsonn Borgh Tiruser Tirusec)
であり、順に、サムソン氏族、帝国創建後に創氏の士族、ティルサル家のティルース、となる。
本来、個人を特定するのは末尾部分であるが、作品中で省略して呼ぶ場合は、全てアブリアル氏族である皇族については名または尊称（皇帝陛下、王女殿下、○○王殿下など）で、貴族や士族は氏族名で呼ばれることが多い。また、軍の位階で呼ぶ場合は、全て氏族名を用いる（アブリアル十翔長、リン主計列翼翔士など）。

### 頭環
アーヴの地位にある者（皇族・貴族・士族）は、全て頭環（アルファ）を着用する。これは、生物学的なアーヴにおいては、上記の空識覚の説明にあるように、生体そのものと密接に関連する情報収集器具であり、本人用に調整されたものを幼少時から着用する。ジントやサムソンなどの地上出身者においては装身具に過ぎないが、その身分などを示すものであるため、軍務中や公の場では着用が義務付けられている。
なお、アーヴ語による呼称「アルファ」は「頭環」の和語読み「あたまわ」の語形変化とされる。
頭環は、用途により以下の3つに大別される。
軍用頭環
星界軍で軍務中の翔士（翔士修技生を含む）が必ず着用する。華美な装飾はなく、シンプルなものである。形状により、大まかな階級を示す。
軍用頭環には、副百翔長以上に着用が許される「片翼頭環（アルファ・クラブラル）」、提督以上に着用が許される「双翼頭環（アルファ・マブラル）」などがある。これらは、多くの若い翔士たちにとっては憧れであり、目標ともなっている。
式典用頭環
軍士としてではなく、皇族や貴族として各種式典や公式会見、調印式などの儀礼的な場に出席する時に着用する。宝石や貴金属が使われたり、緻密な彫刻が施されるなど、身分にふさわしい装身具の意味もある。中心には宝石のような外観の思考結晶（ダテューキル）がはめ込まれており、身分によってその色が決まっている（例を挙げれば、ジントのような新興貴族は緑色）。
私用頭環
空識覚を持つ生物学的なアーヴは、軍務や公務にない時（軍士であれば休暇中など、また幼少時や退役後など軍士ではない者）でも、ほとんどの場合は感覚器の一部として頭環を必要とする。頭環をはずすのは入浴時や就寝時ぐらいだが、これらの時間ですら頭環を着用し続ける者も多い。つまり、生物学的なアーヴにとって頭環は幼少時から死の間際まで、ほぼ一生の必需品である。このため、ほとんどの生物学的なアーヴは軍用でも式典用でもない「私用頭環」を持っている。
なお、プライベートタイムでも非番中の軍士であれば軍用頭環を、また休暇中や軍士でない者でも身分を示す必要がある場面（特に皇族や貴族）では、式典用頭環を着用することもある。
私用頭環のデザインは、軍用や式典用の頭環と類似していなければ、自由とされているようである。

### 紋章
アーヴはすべて家の紋章（家紋）を持つ。これは、帝国建国と共にガフトノーシュ（八岐大蛇）が国章となり、各星系に封じられた貴族が紋章を持つようになり、さらに士族も紋章を持つようになったのに伴い、紋章の国家管理が必要となったためである。各家の紋章は帝国紋章院（ガール･スカス）により管理されている。例を挙げると、スポール大公爵家のガサルス、ハイド伯爵家のレズワンなどがある。
これらのアーヴ身分には様々な特権と義務が伴うが、アーヴ籍からの離脱は少なくとも貴族・士族においては本人の自由に任される。なお、ホモ・サピエンス、つまり地上人がアーヴになった場合、子孫にその地位を継がせたければ、子供に遺伝子改造を受けさせて生物学的なアーヴとすることが義務付けられている。

## 文化
日本語に起源するアーヴ語を母語とする。また、言語のみならず、日本に由来すると思われる様々な文化を持つ（箸、米酒、竹製の容器など）。料理は素材の味を生かすために薄い味付けを好む点が日本料理と共通するが、食材の一部に海亀や鶴などの21世紀初頭の地球では絶滅危惧種とされる生物が用いられており、食文化の変質が見られる。ちなみに食肉は培養肉、野菜は水耕栽培により生産されている。
物理単位（度量衡）も現代地球の国際単位系と基本的には同様である。ただし基本単位がMKS系ではなくCGS系であり（これの理由は不明）、接頭辞はキロ・メガのような10の3乗・6乗ではなく日本語圏（すなわち万・億）ベースの10の4乗・8乗……という体系になっており、全てアーヴ語が設定されている。暦については解説で「地球との絆をもっとも感じさせる」とある通り、地球以外では本来特に意味を持たない「60秒 = 1分、60分 = 1時間、24時間 = 1日、365日 = 1年」という体系を維持している。しかしそれ以上の、たとえばうるう年などは無い。
家族制度は黎明期の宇宙船での各部署における徒弟制が元になっている。幼い頃の初等教育は専ら親が行い、読み書きなどを教えると共に家風（ジェデール：趣味、人格などの家系上の特徴。根源氏族のような古い家系は前述の宇宙船での担当業務に似た家風を持つ）の継承に努める。血統よりも家風を継承させることが重視されており、優秀な後継者を作るために自分の遺伝子情報を子供に使わない場合もある。また、両親という概念は持たず、1人の親のほかは遺伝子提供者と呼ばれる。
無宗教であるが、宇宙葬に代表される葬儀や、「弔いの晩餐」（故人を記憶に留めるための晩餐）といった故人を偲ぶ場、また国家としては「忘れじの広間」（戦死者など、帝国のために命を落とした者の名を柱に記して永久に記憶する場所）など、死者への畏敬の念に基づく慣習は持っている。
また、人類について霊魂などの概念も理解している。霊や霊魂については、人類のそれという概念を理解しているだけで、アーヴとしてそのような信仰的なものがあるわけではない。しかし、子供たちの間での幽霊船の噂や肝試し、都市船時代では死体等を扱うダベーム一族への「薄気味悪い」という偏見等が見受けられる。

宇宙空間を生活の場とする星間種族を自認することから、地上世界に関しては（諸侯にとっての領地や交易の必要上などの例外はあるものの）興味を持たないことが良識とされる（ただし、ソバーシュなどの例外もある）。
なお、地上世界出身者のアーヴは、子供の段階からアーヴとしての教育を受けている訳ではないので、当然の帰結として種族としてのアーヴほどアーヴ文化を受容している訳ではない。公女時代のレトパーニュ大公爵ペネージュが家宰に対して「あなたが宗教を持っているとは知らなかった」と言う台詞があり、地上世界出身のアーヴには宗教を持つ者も珍しく無いようだ（もっとも当のレトパーニュ大公爵家の家宰は、徹底した無神論者であった）。

### 恋愛観
アーヴには制度としての結婚はなく、複数恋愛への禁忌もないが、恋愛感情は有しており、一般の人間と同じように男女で共同生活を送るものもいる。
ただ、彼らの恋愛は通常短期間で一気に燃え上がり跡形もなく燃え尽きる場合が多く、「超新星爆発のような恋」と表現することもある。
彼らは出会いを求めて帝都に集い、帝都ラクファカールは「愛の都」との異名も持つ。また、我が子を作るための遺伝子提供を願う行為（詳細は下記「アーヴの遺伝子改造について」を参照）は、アーヴにとって最も真剣な愛の告白であるとされている。
アーヴの恋愛が主に男女間によってなされるのは、単なる慣習であり、同性愛についてのタブーは存在しないようだ。人工交配のための遺伝子提供は同性であっても可能である。
もちろん上述のアーヴの恋愛観は、種族としてのアーヴのものであり、地上世界出身のアーヴはそれぞれの出自の地上世界の慣習に影響されていると思われるが、作中では未だ具体的描写は無い。
アーヴの女性においては、アーヴの男性どうしの恋愛を妄想するという、奇矯な趣味の持ち主がごく一部に存在するようである（ラフィールおよびスポール提督も、この奇矯な趣味の持ち主であるようだ）。そういった奇矯な趣味の持ち主のための祭典が年2回帝都ラクファカールで開催され、そこではこの時代には珍しくなった、参加者の手作りによる紙媒体の書籍が売買されている。

## 経済・産業
アーヴは平面宇宙航法の発見以前から巨大な宇宙船に乗って宇宙を放浪し、様々な地上世界を訪れ貿易を行っていた。帝国の建設後もアーヴの主な産業は貿易であり、星間交易によって得られる利益の独占こそがアーヴが帝国を築いた最大の目的ともいえる。アーヴ貴族は封じられた地上世界と他の星系との交易を独占する権利を持ち、帝国はその利益から税を徴収することで国家および星界軍が運営されている。また領地を持たない士族階級も宇宙船を帝国商船団より借りる権利を有し、貿易を行って利益を上げている。ただし、帝国への納税の義務を負っているのは領地を持つ貴族だけである。
一方、国民や領民と呼ばれる階級の人々（主に地上人）は、星間交易に従事する資格を持たない。貴族・士族身分は一般に世襲されるが、貴族の場合は帝国への義務（兵役・納税など）を果たさなければ身分を剥奪される。一方地上人出身者でも軍士や官僚として一定の功績があれば士族・貴族に出世でき、星間交易を行う事ができる。なお、星間航行の能力を持つ船は全て帝国の国有であり、たとえ大公爵や皇族といえども私有は認められていない。ただ、帝国から借り受ける事ができるだけである。ただし、古い船を軌道城館にする場合は、星系まで移動した後に時空泡発生機関（星間航行に不可欠な装置）を切り離して帝国へ返還する、という方法により購入することができる。
その他、無人惑星の鉱物資源採掘とそれを利用した工業製品の製造、反物質燃料の生産といった鉱工業も行われている。こうした天体も全て貴族の保有である。

## アーヴの遺伝子改造について
帝国法は、アーヴ身分にある者が子女を産む時、守るべき遺伝配列を27000箇所に渡って定めている。その人工的起源により種族としてのアーヴは本来遺伝的に不安定であり、アーヴ同士の遺伝子交配は50人に1人の割合で致死遺伝子ないし先天的障害をもたらす危険を伴う。また個々のアーヴも自分の趣味・美意識・子女への希望をその塩基配列に反映させようとするため、アーヴにとって子女の遺伝子配列を設定することは普通である。とくに、家徴（ワリート）と呼ばれる一族共通の肉体的特徴（耳・目・髪など）は、その家を見分けるための重要な慣習である。
アーヴの交配は人工交配によることが普通だが、自然状態での受胎も行われる。ただし後者の場合でも遺伝子検査のため胎内から受精卵を外に出し、その後普通は人工子宮で誕生まで育成が行われる。また、ごく稀に「変わった体験をしてみたい」などの理由から遺伝子調整の終わった受精卵を女性の子宮に戻し、一般的な妊娠と自然分娩が行われる例もある。しかし、こういった行為はアーヴの基準から見るとかなりの変わり者と認識されている。
人工交配による遺伝子接合では、自分の遺伝子の複製・他人の遺伝子と自分の遺伝子の接合・他人の遺伝子の複製などさまざまな方法が取られる。他人の遺伝子をもらう場合、その相手は「愛する人」（ヨーフ（想人））が普通であるが、アーヴの恋愛観は非常に自由であり、相手が同性であったり、近親者であったり、複数人であったりすることは、アーヴにとっては奇異ではない。
人間以外の生物の遺伝子を接合することも技術的に可能であるが、上記のように多様な恋愛観を持つアーヴの倫理をもってしてもこれは変態行為とされており、法律でも禁止されている。
上述の通り、地上世界出身のアーヴも、そのアーヴとしての階級を世襲するためには、士族位ないし爵位を賜って以降に産まれる子女に対して遺伝子改造が義務付けられており、2代目以降は種族としてもアーヴの一員となる。ただし、叙される以前に産まれた子女に対しては、種族的な意味でのアーヴでなくとも士族位ないし爵位を相続することが認められている。
一例として親が叙爵される以前に産まれたジント（第2代ハイド伯爵）やフェブダーシュ前男爵スルーフ（第2代フェブダーシュ男爵）は遺伝的には地上人であるが、叙爵後に産まれたスルーフの子であるクロワールとロイは種族的アーヴである。

## 注
1. ↑  アーヴ語は作者森岡氏による人工言語ではあるが、作中の設定としては人工言語ではなく、自然言語である（以下、詳細はアーヴ語の記事を参照）。祖語のトヨアシハラ語としては人工言語的な由来を持つが、それのアーヴ語への変化という経過は完全に自然言語のそれである（今のところいかなる自然言語でも確認されていない程の変化を遂げているので、既存の言語よりも自然言語的であるとすら言える）。
2. ↑  「原器に頼らない質量」（2019年5月に変更されたものであるから、シリーズ執筆開始の時点ではSF設定の範疇である）や「光速度が切りの良い値になるよう長さか時間を調整する」といった修正がSF設定としては考えられるが、作中や公式資料等には特に言及が無い。
3. ↑  なお、単位系の解説の紙面には「ユカワ」という、執筆された時代を考えてもかなり懐かしい単位が見られる。
4. ↑  参考までに、SF設定としては他の作者の作品では、もっとアグレッシブに秒より長い単位を単に「キロ秒」「メガ秒」としている作品などがある。